# Reicheia kabyliana
Reicheia kabyliana is een keversoort uit de familie van de loopkevers (Carabidae). De wetenschappelijke naam van de soort is voor het eerst geldig gepubliceerd in 1955 door Bruneau De Mire.